# E571

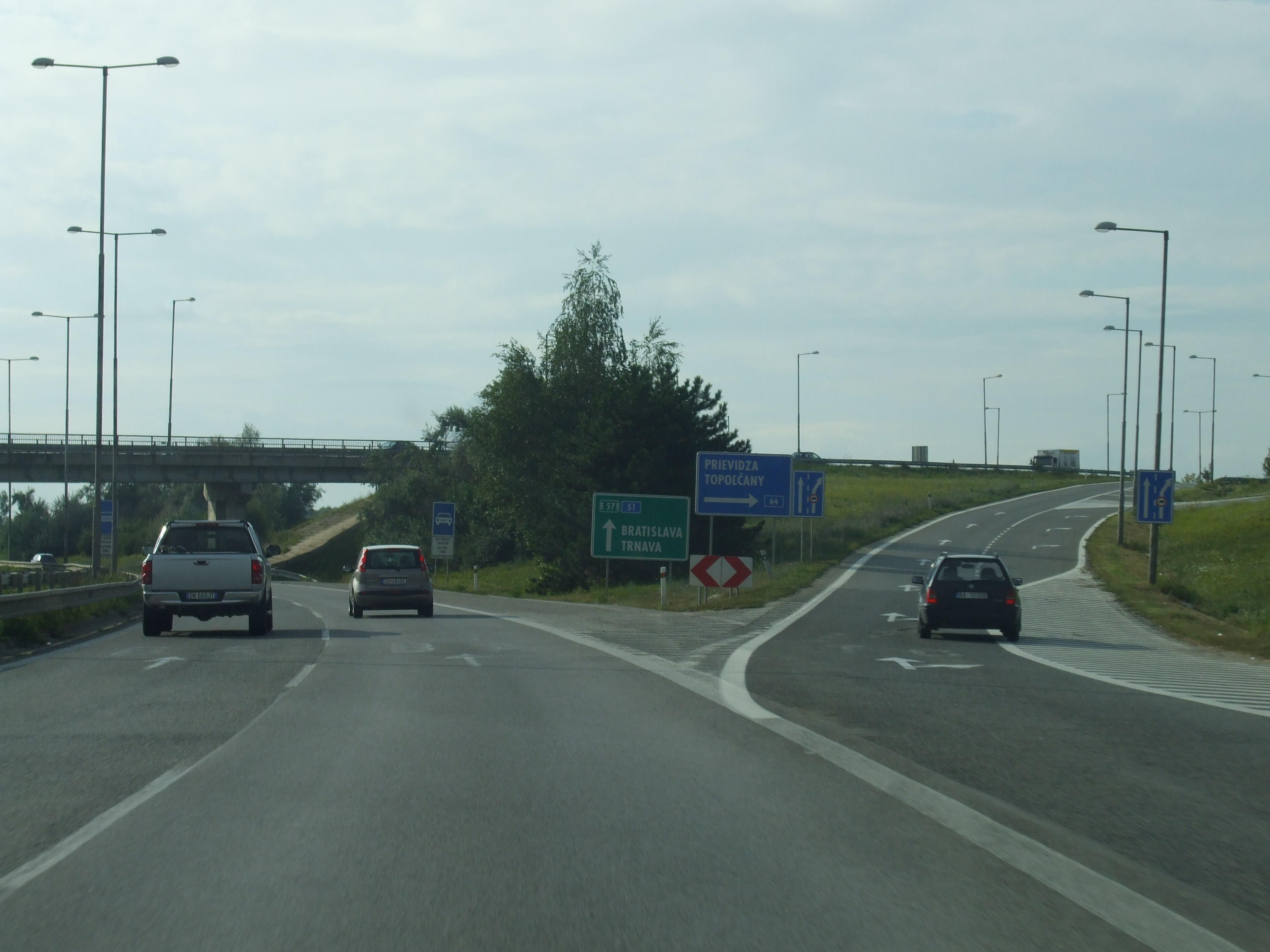
L'E571 a Nicra (Eslovàquia)

La ruta europea E571 és una carretera que forma part de la Xarxa de carreteres europees. Comença a Bratislava (Eslovàquia) i finalitza a Kosice (Eslovàquia). Té una longitud d'aproximadament 395 km.